# Anagênese
A anagênese (português brasileiro) ou anagénese (português europeu) é a evolução progressiva de espécies que envolve uma mudança na frequência genética de uma população inteira em oposição a um evento de ramificação, cladogênese. Quando um número suficiente de mutações atingem a fixação numa população de tal maneira que existe uma diferença significativa em relação à população ancestral, uma nova espécie pode ser designada. Portanto, a população vai se modificando gradativamente, em função de continuas alterações nas condições ambientais, o que resulta em uma população tão diferente da original que pode ser considerada uma nova espécie.

## Hipótese
Uma hipótese é que durante o evento de especiação na evolução anagenética, as populações originais aumentarão rapidamente e, em seguida, acumularão variação genética por longos períodos de tempo por mutação e recombinação em um ambiente estável. Outros fatores, como seleção ou deriva genética, terão um efeito tão significativo no material genético e nas características físicas que uma espécie pode ser reconhecida como diferente da anterior.